# Еккелс (Західна Вірджинія)
Еккелс (англ. Eccles) — переписна місцевість (CDP) в США, в окрузі Релей штату Західна Вірджинія. Населення — 334 особи (2020).

## Географія
Еккелс розташований за координатами 37°46′55″ пн. ш. 81°15′55″ зх. д. / 37.78194° пн. ш. 81.26528° зх. д. (37.781953, -81.265215).  За даними Бюро перепису населення США в 2010 році переписна місцевість мала площу 1,78 км², з яких 1,78 км² — суходіл та 0,00 км² — водойми.

## Демографія
Згідно з переписом 2010 року, у переписній місцевості мешкали 362 особи в 153 домогосподарствах у складі 103 родин. Густота населення становила 203 особи/км².  Було 178 помешкань (100/км²).
Расовий склад населення:
| - 95,3 % — білих - 4,7 % — чорних або афроамериканців |

До двох чи більше рас належало 0,0 %. Частка іспаномовних становила 0,0 % від усіх жителів.
За віковим діапазоном населення розподілялося таким чином: 23,8 % — особи молодші 18 років, 58,0 % — особи у віці 18—64 років, 18,2 % — особи у віці 65 років та старші. Медіана віку мешканця становила 43,4 року. На 100 осіб жіночої статі у переписній місцевості припадало 89,5 чоловіків;  на 100 жінок у віці від 18 років та старших — 91,7 чоловіків також старших 18 років.
Цивільне працевлаштоване населення становило 100 осіб. Основні галузі зайнятості: роздрібна торгівля — 79,0 %, мистецтво, розваги та відпочинок — 21,0 %.